# Рудорф, Эрнст Фридрих Карл
Эрнст Фридрих Карл Рудорф (нем. Ernst Friedrich Karl Rudorff; 18 января 1840, Берлин — 31 декабря 1916) — немецкий композитор.

## Биография
В 1852—1857 гг. учился в Берлине у Вольдемара Баргиля, затем в Лейпцигской консерватории у Игнаца Мошелеса, Луи Плайди и Юлиуса Рица. С 1865 г. преподавал в Кёльнской консерватории, в 1867 г. основал Кёльнское Баховское общество. В 1869 г. переехал в Берлин и вплоть до своей отставки в 1910 г. преподавал в Берлинской Высшей школе музыки. В 1880—1890 гг. он также возглавлял основанный Юлиусом Штерном хор.
Рудорфу принадлежат три симфонии, три увертюры, другие оркестровые пьесы, вокально-хоровые сочинения на стихи Людвига Тика и Фридриха Рюккерта. Рудорф редактировал издания произведений Моцарта и Вебера (опера «Эвриант»). Его переписка с Брамсом и Йозефом Иоахимом опубликована.